# Panicum bisulcatum
Panicum bisulcatum är en gräsart som beskrevs av Carl Peter Thunberg. Panicum bisulcatum ingår i släktet vipphirser, och familjen gräs. Inga underarter finns listade i Catalogue of Life.

## Bildgalleri

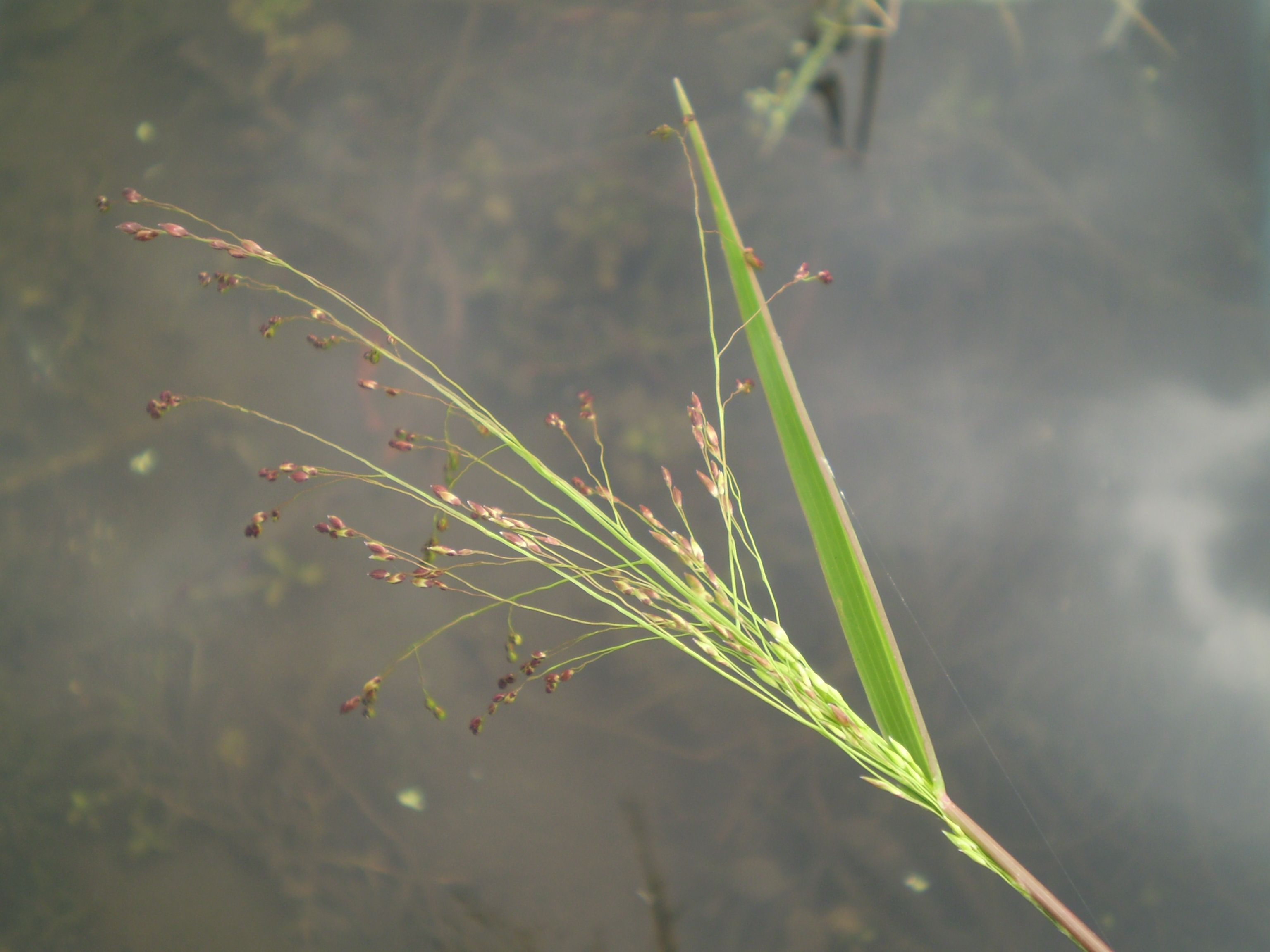